# Església de Sant Miquel de Novaliches (Xèrica)
L'església Parroquial de Sant Miquel de Novaliches, pedania de la localitat de Xèrica (comarca de l'Alt Palància, País Valencià) és un temple catòlic catalogat com Bé Immoble de Rellevància Local, segons consta a la Direcció General de Patrimoni Artístic de la Generalitat Valenciana, amb codi identificatiu: 12.07. 071-003.

## Descripció
L'església es troba al carrer Novaliches, un dels dos carrers de què consta la pedania, i, actualment està adossada a habitatges privats a banda i banda de la façana principal, que d'aquesta manera queda totalment dissimulada, per les seues moderades proporcions. La façana és de fàbrica de maçoneria i carreus d'un sol tram; els blocs de carreus es reserven per al que antany van haver de ser els seus cantons. La porta d'accés està emmarcada per carreus, presentant una llinda recta. De característiques similars és la petita finestra, rectangular, que se situa a l'eix i dalt de la porta. Per sobre d'aquesta finestra pot admirar-se un rellotge de sol (amb la inscripció: "29 setembre 1947"). La façana es remata amb una petita espadanya d'una sola campana, que al seu torn posseeix un penell com a rematament.
La coberta exterior és a dues aigües, mentre que interiorment, la nau i el presbiteri es cobreixen amb volta de canó, mentre que la sagristia presenta coberta plana. Es poden veure l'existència de llunetes en l'única nau que presenta el temple, els quals permeten l'entrada de llum natural per a la seua il·luminació. La planta presenta tres crugies.
En el seu interior hi ha diversos retaules, dels quals cal destacar el retaule major de fusta, obra executada en 1947 gràcies a la donació realitzada per part d'Antonio Girón de Velasco. Presenta el retaule figura central de Sant Miquel, i columnes d'ordre compost, en els flancs, decorades a la part inferior del fust amb motius vegetals i garlandes. A l'àtic del retaule es pot admirar una decoració típicament barroca. Es poden contemplar també dos retaules de finals del segle xvii d'escaiola policromada.